# جو كاستيجليون (مدرب رياضة)
جو كاستيجليون (بالإنجليزية: Joe Castiglione)‏ هو مدرب رياضة أمريكي، ولد في 8 أكتوبر 1957 في فورت لودرديل في الولايات المتحدة.